# Війтівецька сільська рада
Війтівецька сільська рада — орган місцевого самоврядування Війтівецької сільської громади Хмільницького району Вінницької області з адміністративним центром у с. Війтівці.

## Склад ради
Рада складалася з 20 депутатів та голови.

## Керівний склад сільської ради
| ПІБ                             | Основні відомості                                                 | Дата обрання | Дата звільнення |
| ------------------------------- | ----------------------------------------------------------------- | ------------ | --------------- |
| Ядвіжина Станіслава Зігмундівна | Сільський голова, 1962 року народження, освіта, позапартійна      | 26.03.2006   | 31.10.2010      |
| Ядвіжина Станіслава Зигмундівна | Сільський голова, 1962 року народження, освіта вища, позапартійна | 31.10.2010   |                 |

Примітка: таблиця складена за даними джерела